# Hotel Heidelberg: … Vater sein dagegen sehr
… Vater sein dagegen sehr ist ein deutscher Fernsehfilm von Edzard Onneken aus dem Jahr 2018. Es ist der fünfte Film der Filmreihe Hotel Heidelberg mit Annette Frier, Christoph Maria Herbst, Hannelore Hoger und Stephan Grossmann in den Hauptrollen.

## Handlung
Freude im Hause Karmer-Muthesius, denn Annettes neunzehnjähriger Sohn Jeremy verlässt das Hotel Heidelberg, um in eine WG zu ziehen und endlich eigenständig zu werden. Dafür zieht Adoptivsohn Ole ein, begleitet von Frau Wilsneck vom Jugendamt. Sie erklärt den zukünftigen Eltern, dass sie zunächst eine Probezeit bestehen müssen, damit sich das Amt sicher ist, das richtige Zuhause für den Jungen gefunden zu haben. Schon am ersten Tag muss Ole erleben, dass Annette ständig nur im Hotelbetrieb zu tun hat und Ingolf den ganzen Tag Patienten zu betreuen hat. Beide bemühen sich genug Zeit für den Jungen zu haben, müssen aber schnell feststellen, dass sie doch ein wenig überfordert sind und alles irgendwie nur improvisieren. Zu Annettes Ärger hat Ingolf seine Mutter gebeten sich tagsüber ein wenig um Ole zu kümmern, da er ja bald ihr Enkel sein wird. Ole fühlt sich mittlerweile fehl am Platz und als sich Annette und Ingolf seinetwegen massiv streiten, läuft er weg. Besorgt suchen die beiden den ganzen Tag nach dem Jungen, was wiederum dem Jugendamt nicht verborgen bleibt. Annette muss sich dort rechtfertigen und trifft ausgerechnet auf Klaus Wengler, der in der Schule unglücklich in sie verliebt war und dies anscheinend noch immer nicht überwunden hat. Seine Expertise könnte daher schlecht ausfallen. Ole ist aber zum Glück am Abend wieder da. Bei der abschließenden Beurteilung entscheidet Wengler aus der Sicht des Betroffenen und stellt fest, dass es bei allen Unwägbarkeiten Ole schlechter hätte treffen könnte.
Neben den Adoptionsproblemen hat Hotelchefin Annette sich die ganze Woche mit einer recht unangenehmen Gesellschaft herumzuplagen. Eine Gruppe Rechtsanwälte hatte sich eingemietet und es stellt sich schnell heraus, dass es sich dabei um eine nationalsozialistisch geprägte Burschenschaft handelt. Schon am ersten Tag stören sie mit ihrem Gesang entsprechender Lieder. Auch der Köchin gehen die Sonderwünsche nach extremer Deutscher Küche gegen den Strich. Nachdem Annettes Bruder Stefan im Internet recherchiert, steht das Gesinnungsproblem fest und die Kramers wären diese Gäste nur allzu gern schnelle wieder los. Selbst Annettes Mutter Hermine kann es sich nicht verkneifen, sich mit den Männern anzulegen, und sogar dem friedliebenden Ingolf rutscht nach einer Provokation die Hand aus. Nachdem Annette der Gruppe unmissverständlich klarmacht, dass sie in ihrem Hotel nicht willkommen sind, reisen die Männer tatsächlich ab.

## Hintergrund
… Vater sein dagegen sehr wurde im Auftrag von ARD Degeto von der „Calypso Entertainment“ produziert und vom 16. Mai bis 17. Juli 2017 in Heidelberg gedreht.

## Rezeption

### Einschaltquote
Die Erstausstrahlung von … Vater sein dagegen sehr erfolgte am 9. März 2018 und wurde in Deutschland von 3,95 Millionen Zuschauern gesehen. Er erreichte einen Marktanteil von 12,2 Prozent für Das Erste.

### Kritiken
Rainer Tittelbach von Tittelbach.tv meinte: „Das Sujet Hotel, wie es Autor Martin Rauhaus in der ARD-Freitagsreihe verwendet, ist bestens geeignet für eine kitschfreie, realistische und ein Stück weit aufgeklärte Familien-Dramödie. Alltag ist das Über-Thema der Reihe: das tagtägliche Treiben zwischen Küche, Lobby und Privatem, das Mit- und gelegentliche Gegeneinander, das Aneinander-Vorbeileben, das Lachen, das Weinen, das Streiten, der Stress mit den Gästen. In ‚...Vater sein dagegen sehr‘ geht es sogar um Politik im Alltag – sprich: den Umgang mit lästigen, national gesinnten Anwaltssangesbrüdern. Das ist ebenso ungewöhnlich (für einen  Unterhaltungsfilm) wie gelungen. Die Tonart bleibt dennoch angenehm locker & leicht.“
Die Kritiker von TV Spielfilm werteten: „Es wirkt, als spiele Autor Martin Rauhaus [mit seinem Episodenthema] nicht nur auf die AfD, sondern auch auf den Skandal im Januar 2018 um antisemitisches Liedgut bei der österreichischen Burschenschaft Germania an – dabei wurde die Folge bereits Mitte 2017 gedreht! Als gerissener Yuppie-Rechter, der im zackigen Schnöseltonfall den drangsalierten Demokraten markiert, liefert Florian Panzner ein darstellerisches Bravourstück ab.“ Fazit:„Herz, Humor und Haltung in heimeliger Kulisse.“